# Dracula syndactyla
Dracula syndactyla là một loài lan.